# Этти
Э́тти (яп. エッチ, иногда записывается ромадзи — ecchi) — жанр аниме или манги, ключевой особенностью которого является показ эротических сцен. В отличие от хентая, этти не показывает сексуальные отношения напрямую, демонстрируя, в зависимости от возраста целевой аудитории, различные по степени откровенности эротические сцены с намёком на такие отношения. Также, в отличие от хентая, этти никогда не включает в себя демонстрацию половых органов.
Основным творческим приёмом в этти является фансервис — использование различных намёков на эротику, например, показ персонажей (как правило женского пола, поскольку целевой аудиторией этти являются юноши) в двусмысленных позах, использование таких ракурсов обзора, при которых зритель видит нижнее бельё персонажа (панцушот), акцент на грудь и ягодицы, которые часто изображаются в преувеличенном виде, различные неловкие ситуации, в которые попадает мужской персонаж (случайное появление в женской бане или раздевалке, падение на девушку и т. п.).

## Этимология
Слово этти произошло от английской буквы H [эйч], и часто в японском языке так и записывается, например яп. Hな映画 [этти на эйга] «порнофильм». Термин этти, предположительно, является производным от хентай и когда-то являлся его синонимом, потому и записывается через букву H: первую в слове hentai. Точное его происхождение неизвестно. К середине 1960-х годов этти, особенно в молодёжной среде, стали использовать как синоним слова секс.